# ジェフ沖縄
ジェフ沖縄株式会社（ジェフおきなわ）は、沖縄県においてハンバーガーやフライドチキンなどを販売するファーストフードチェーンを運営する企業。

## 概要
元々は1973年にA&Wレストランのフランチャイズとして開業した、「A&W与那原店（現在のジェフ与那原店）」が同社のルーツである。当時A&Wで主流であった、駐車場で自家用車をインターホンに横付けしたまま注文できるドライブインシステムが現在も残るのがその名残である。
「ジェフ（JEF）」はJapan Excellent Foods の頭文字に由来しており、優れた食品を提供したい・顧客を喜ばせたい・顧客から信頼を得るという意味が込められている。
ファーストフード以外にも飲食店事業（ラーメンさんぱち）をフランチャイズ運営していたが、中城南上原店の閉店により「さんぱち」の運営からは完全撤退した。

## 沿革
- 1972（昭和47）年2月 - 「エーアンドダブリュ与那原合資会社」を設立[1]。
- 1973（昭和48）年3月 - 島尻郡与那原町に「A&W与那原店」を開店。
- 1980（昭和55）年4月 - 豊見城市に「A&W豊見城店」を開店。
- 1985（昭和60）年3月 - 那覇市「バーガークィーン新栄通り店」を開店。
- 1986（昭和61）年
  - 7月 - 「株式会社ゼネラルフーズ」を設立。
  - 7月 - A&Wのフランチャイズから独立し、店舗名をA&Wから「JEF」に変更。
- 1987（昭和62）年9月 - 株式会社ゼネラルフーズがエーアンドダブリュ与那原合資会社を吸収合併し、「ジェフ沖縄株式会社」を設立[1][3]。
- 1992（平成4）年8月 - 中頭郡西原町に「ジェフ坂田店」を開店。
- 1993（平成5）年
  - 5月8日 - 看板商品である「ゴーヤーバーガー」を発売[4]。
  - 7月 - ジェフ坂田店に隣接して「TSUTAYA坂田店」を開店。
- 1995（平成7）年
  - 5月8日 - ゴーヤーバーガーにポークランチョンミートを挟んだ「ぬーやるバーガー」を発売。
  - 12月 - ジェフ与那原店の2階に「TSUTAYA与那原店」を開店。
- 2002（平成14）年
  - 3月 - 札幌ラーメンチェーンの「さんぱち」のフランチャイジーとなり、「ラーメンさんぱち 西原坂田店」を開店。
  - 10月 - 「ラーメンさんぱち 豊見城店」を開店。
- 2019（平成31）年4月 - 創業者である喜名民雄氏が逝去。新社長に喜名史弥氏が就任。
- 2023（令和5）年
  - 8月26日 - 「ラーメンさんぱち 豊見城店」が閉店。
  - 10月1日 - 「TSUTAYA 与那原店」が閉店。
- 2024（令和6）年
  - 1月31日 - 「ラーメンさんぱち 中城南上原店」が閉店。
  - 2月20日 - 「横浜家系ラーメン一翔 琉大東口店」を開店。

## 主な商品
沖縄県による「おきなわ食材の店」に認定されており、県産の食材を扱った特徴的なメニューの開発に注力している。

### ゴーヤーバーガー
- ゴーヤー（ニガウリ）を苦手な人でも美味しく食べられるようにと[2]、薄切りにしたゴーヤーを卵でとじたパティを挟んだハンバーガー。

### ぬーやるバーガー[注 1]
- ゴーヤーバーガーにポークランチョンミートを挟んだハンバーガー。
- パティの枚数を2倍にして挟んだ「マギーぬーやるバーガー」も存在する。

### ゴーヤーリング
- ゴーヤーの薄切りのフライ。オニオンリングをゴーヤーを使ってアレンジしたもの。

### ジェフオレンジ
- 独特な甘みのオレンジ風味のオリジナルドリンク。
- アメリカから輸入した原液を与那原店でブレンドし各店に配布される。

### ゴーヤージュース
- 夏季限定商品。
- 県産のゴーヤーを店舗のジューサーで絞って作られるオリジナルドリンク。

## 店舗

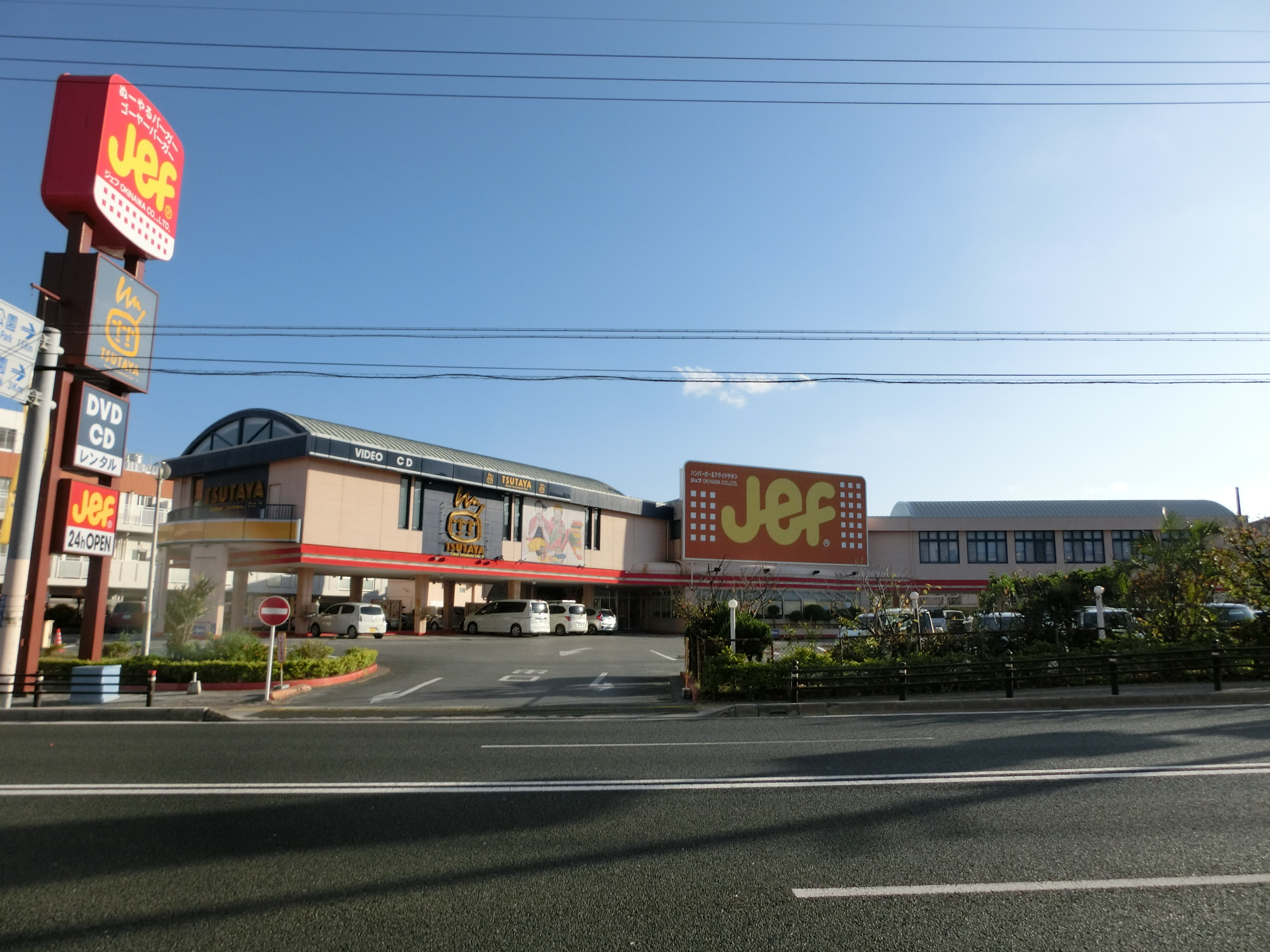
与那原店

### JEF
2023年3月現在、沖縄県内に3店舗存在する。
- ジェフ与那原店（島尻郡与那原町字上与那原）
  - 1階にJEF、2階に本社が所在する。
- ジェフ豊見城店（豊見城市字田頭）
- ジェフサンライズなは店（那覇市壺屋1丁目）

### 横浜家系ラーメン一翔
- 横浜家系ラーメン一翔 琉大東口店（中頭郡中城村字南上原）

## 過去に存在した店舗
- ジェフ坂田店（中頭郡西原町字翁長） - 西原西地区土地区画整理事業計画による立ち退きのため2019年9月30日で閉店。
- ラーメンさんぱち西原坂田店 - 立ち退きのため2017年12月に閉店。翌年4月に中城村字南上原に移転。
- ラーメンさんぱち中城南上原店 - 2024年1月31日をもって閉店。2月20日、「横浜家系ラーメン 一翔」としてリニューアルオープン。
- ラーメンさんぱち豊見城店（豊見城市字田頭） - 2023年8月26日をもって閉店。
- TSUTAYA坂田店（中頭郡西原町字翁長） - 2017年5月31日をもって閉店[注 2]。
- TSUTAYA与那原店（島尻郡与那原町字上与那原） - 2023年10月1日をもって閉店。
- ジェフエスパーナ店（那覇市） - JEFのフランチャイズ店舗として「コスタビレッジ エスパーナ」内で営業していたが、2013年1月31日で閉店[注 3]。
- ローソン浦添前田店（浦添市前田2丁目） - ジェフ沖縄として唯一のコンビニエンスストアであったが、沖縄都市モノレール延線工事に伴う区画整理による立ち退きのため、2016年1月12日で閉店。
- ジェフコザ店（沖縄市上地2丁目）[7]
- ジェフ知念高校前店（島尻郡与那原町字与那原）[8]
- ジェフサンプラザ糸満店（糸満市兼城）

### 注
1. ↑  「ぬー」は沖縄方言で「何」、「やる」は「だろ（う）」、「ばー」は強調に用いられるくだけた口語体、「が」は疑問形の語尾である。したがって「ぬーやるばーが？」を他地方の方言に直せば「なんじゃらほい」「なんだってんだい」「なんやっちゅうねん」のようなニュアンスになる。
2. ↑  現在は「琉球銀行 坂田支店」として営業中。
3. ↑  現在は「サブウェイ 波の上ビーチ店」として営業中。